# North Berwick
North Berwick, schottisch-gälisch: Bearaig a Tuath, ist eine kleine schottische Küstenstadt mit 6605 Einwohnern in East Lothian am südlichen Ufer des Firth of Forth. Die etwa 40 km von Edinburgh entfernte Kleinstadt etablierte sich im 19. Jahrhundert aufgrund zweier Buchten mit Sandstrand als beliebter Ferienort und blieb es bis heute.

## Geschichte
Der Name der Stadt geht auf das angelsächsische Bere-wic zurück, das „Gersten-Farm“ bedeutet. Das vorgestellte North unterscheidet North Berwick von der südlich gelegenen Stadt Berwick-upon-Tweed in England, die im Mittelalter auch als South Berwick bekannt war. Eine erste Erwähnung als Northberwyk stammt aus dem Jahr 1250, allerdings gibt es gesicherte Hinweise auf etwa 2000 Jahre alte Siedlungsstrukturen südlich des North Berwick Law.
Der Hafen wurde im 12. Jahrhundert errichtet und diente zunächst als Fährhafen, der vor allem von Pilgern benutzt wurde, deren Ziel St Andrews war. Die Fährverbindung bestand für etwa 500 Jahre und wurde erst kürzlich zur Erinnerung an die alte Fährverbindung wiederbelebt. Aus dem Mittelalter stammen auch die Burg Tantallon sowie ein Kloster.
Im späten 19. Jahrhundert begann North Berwicks Zeit als beliebter Ferienort; in dieser Zeit wurden die ersten Golf- und Ferienanlagen errichtet.

## Inseln
Im Firth of Forth vor der Stadt liegen mehrere Inseln, die bekannteste ist der Bass Rock. Diese Insel steht unter Naturschutz, da sie eine der größten Basstölpelkolonien der Welt beherbergt, aber auch andere Seevögel, wie beispielsweise der Papageitaucher können auf der Insel beobachtet werden. Im Scottish Seabird Centre in North Berwick können die Vögel über ferngesteuerte Kameras auf der Insel beobachtet werden.

## Weitere Sehenswürdigkeiten

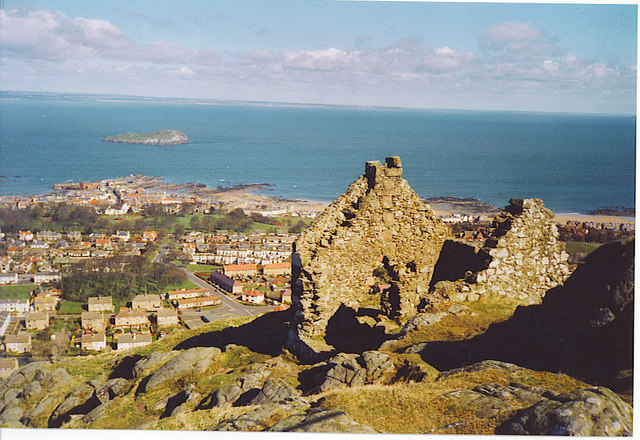
Ehemalige Signalstation auf dem North Berwick Law

- Der North Berwick Law, ein 187 m hoher Vulkankegel. Auf dem Gipfel befinden sich Reste von Gebäuden, die in der napoleonischen Zeit als Signalstationen dienten.
- Tantallon Castle, eine Burgruine etwa fünf Kilometer östlich von North Berwick.

## Söhne und Töchter der Stadt
- John Major (1470–1550), schottischer Theologe, Philosoph und Schriftsteller
- Ebenezer Syme (1825–1860), schottisch-australischer Journalist
- Willie Anderson (1879–1910), US-amerikanischer Profigolfer, der als erster Spieler die US Open viermal gewinnen konnte
- Dorothy Campbell (1883–1945), die erste international dominierende Golferin